# ميرزا علي يلقي (غرغان بوي)
میرزا علي یلقي (بالفارسية: میرزاعلی‌یلقی) هي قرية تقع في إيران في قسم غرغان بوي الريفي. يقدر عدد سكانها بـ 1,064 نسمة .